# ABC News
ABC News és la divisió de notícies de la cadena American Broadcasting Company (ABC). El seu programa insígnia és el noticiari diari vespertí ABC World News Tonight with David Muir; altres programes són els noticiaris matinals amb talk show Good Morning America, Nightline, Primetime, i 20/20, i el programa dominical d'afers polítics This Week with George Stephanopoulos.

## Història

### Primers anys
ABC va començar a emetre notícies des de la seva existència independent com a xarxa de ràdio després que la Comissió Federal de Comunicacions (FCC) ordenés a NBC que desconnectés l'antiga NBC Blue Network en una companyia independent el 1943. La divisió (que NBC va dur a terme voluntàriament en cas que es denegés la seva apel·lació per anul·lar la resolució) es va fer efectiva per ampliar la competència en radiotelevisió als Estats Units, ja que la indústria només tenia unes poques empreses com NBC i CBS que dominaven el mercat de la ràdio, i en particular, tenia l'objectiu d'evitar que la competència limitada dominés les notícies i la difusió política i projectés punts de vista estrets. Les emissions de televisió es van suspendre, però, durant la Segona Guerra Mundial.
Les transmissions regulars de notícies de televisió a ABC van començar poc després que la xarxa va signar la seva estació de televisió de propietat i d'operació (WJZ-TV, actualment WABC-TV) i el centre de producció de la ciutat de Nova York l'agost de 1948. Les emissions de notícies ABC han continuat a mesura que la cadena de televisió es va expandir arreu del país, un procés que va durar molts anys des el seu llançament el 1948. Tanmateix, des dels anys cinquanta fins a principis dels anys 70, els programes d'ABC News (com va ser el cas de la cadena de televisió en general durant aquell període) es van classificar de manera consistent en el tercer lloc després dels programa de notícies de CBS i NBC. Fins als anys setanta, la cadena de televisió ABC tenia menys emissores afiliades, així com una pissarra de programació prime-time més feble capaç de donar veritable suport a les operacions de notícies de la xarxa en comparació amb les dues xarxes més grans, cadascuna de les quals havia establert les seves operacions de notícies de ràdio durant els anys trenta.

### Sota Roone Arledge
Només després que Roone Arledge, el president d'ABC Sports aleshores, fos nomenat president d'ABC News en 1977, en un moment en què els programes d'entreteniment de prime-time de la xarxa obtenien valoracions més fortes i obtenien ingressos i beneficis publicitaris més elevats per a la corporació ABC en general, ABC va poder invertir els recursos per convertir-la en una font important de contingut de notícies. Arledge, conegut per experimentar amb el "model" de la difusió, va crear molts dels programes més populars i duradors d'ABC News, com 20/20, World News Tonight, This Week, Nightline i Primetime Live.
L'eslogan d'ABC News durant molt de temps, "Més nord-americans reben lllurs notícies d'ABC News que de qualsevol altra font" (introduït a finals dels anys 1980), era una afirmació referida al nombre de persones que veien, escoltaven i llegien contingut de les notícies ABC a la televisió, ràdio i (eventualment) Internet, i no necessàriament només per als telecasts.
Al juny de 1998, ABC News (que tenia un 80% de participació en el servei), Nine Network i ITN van vendre a Associated Press els seus respectius interessos a Worldwide Television News. Addicionalment, ABC News va signar un acord de contingut plurianual amb AP per al seu servei de vídeo afiliat Associated Press Television News (APTV), mentre que proporcionava material del servei de notícies d'ABC News One a APTV.

### Època actual
Al voltant del 2015, ABC News va començar a experimentar amb podcasts i va afegir un canal d'àudio a la seva aplicació. El 28 de març de 2018, la companyia va començar el seu primer podcast diari, Start Here. Paula Faris va llançar un podcast el 13 de novembre de 2018 amb tres episodis de Journeys of Faith.
El 10 de setembre de 2018, ABC News va llançar un segon intent per estendre la seva marca Good Morning America a la tarda amb Strahan, Sara and Keke.

## Programació

### Programes actuals d'ABC News
- 20/20 (6 de juny de 1978 – present)
- The View (30 d'octubre de 2014 – present)
- ABC World News Tonight (10 de juliol de 1978 – present)
- America This Morning (5 de juliol de 1982 – present)
- GMA3: Strahan, Sara & Keke (10 de setembre 2018 – present)[7]
- Good Morning America (3 de novembre de 1975 – present)
- Good Morning America Weekend (3 de gener de 1993 – present)
- Nightline (24 de març de 1980 – present)
- This Week (15 de novembre de 1981 – present)
- What Would You Do? (abans Primetime: What Would You Do?) (26 de febrer de 2008 – present)
- World News Now (6 de gener de 1992 – present)

### Programes digitals
- The Debrief
- The Briefing Room
- ABC World News Tonight Prime (retransmès de World News Tonight)
- 10% Happier (2015–present)
- Real Biz with Rebecca Jarvis (2014–present)

### Podcasts
- 10% Happier with Dan Harris (11 de març 2016–present)
- 20/20 (4 de novembre de 2017–present)
- Everybody's Got Something (19 de setembre de 2016–present)
- Journeys of Faith (13 de novembre 2018 – present)
- A Killing on The Cape (25 d'octubre 2017–present)
- Motivated (26 de juny 2017–present)
- A Murder on Orchard Street (3 d'octubre de 2017–present)
- Nightline (30 de novembre de 2017–present)
- No Limits with Rebecca Jarvis (9 de gener de 2017–present)
- Perspective (9 de novembre de 2017–present)
- Popcorn with Peter Travers (26 d'agost de 2016–present)
- Powerhouse Politics (19 de febrer de 2016–present)
- This Week with George Stephanopoulos (12 de novembre de 2017–present)
- Uncomfortable (21 de març de 2017–present)
- World News This Week (3 de novembre de 2017–present)
- World News Tonight with David Muir (1 de desembre 2017–present)
- Start Here (28 de març de 2018 – present) un programa d'àudio de 20 minuts de Brad Mielke[5]